# (73767) Bibiandersson
(73767) Bibiandersson est un astéroïde de la ceinture principale, de la famille de Hungaria.

## Description
(73767) Bibiandersson est un astéroïde de la ceinture principale, de la famille de Hungaria. Il est caractérisé par un demi-grand axe de 1,94 UA, une excentricité de 0,07 et une inclinaison de 24,1° par rapport à l'écliptique.

## Compléments